# Санта Лучија дел Мела
Санта Лучија дел Мела (итал. Santa Lucia del Mela) је насеље у Италији у округу Месина, региону Сицилија.
Према процени из 2011. у насељу је живело 4084 становника. Насеље се налази на надморској висини од 216 м.

## Становништво
Према резултатима пописа становништва 2011. у општини је живело 4.744 становника.
| 1931. | 1936. | 1951. | 1961. | 1971. | 1981. | 1991. | 2001. | 2011. |
| ----- | ----- | ----- | ----- | ----- | ----- | ----- | ----- | ----- |
| 7.185 | 7.345 | 7.163 | 6.337 | 5.643 | 5.218 | 4.858 | 4.701 | 4.744 |